# Jason Leonard
Pour les articles homonymes, voir Leonard.

a Compétitions nationales et continentales officielles uniquement.

b Matchs officiels uniquement.
Dernière mise à jour le 17 mars 2010.
Jason Leonard, né le 14 août 1968 à Barking, est un joueur anglais de rugby évoluant au poste de pilier. Avec un total de 114 sélections en équipe d'Angleterre, il dispose de l'un des plus beaux palmarès du rugby anglais avec notamment un titre de Champion du monde en 2003 et sept victoires dans le Tournoi dont quatre Grand Chelem en 1991, 1992, 1995 et 2003.

## Biographie
Jason Leonard débute à l'âge de 21 ans avec l'équipe d'Angleterre contre l'équipe d'Argentine. Durant la période 1990-1995, il participe à 40 tests consécutifs, et ce malgré une opération en 1992 à la suite d'une rupture de vertèbre cervicale. L'année précédente, il participe à sa première Coupe du monde, terminant finaliste, avant de remporter l'édition 2003 (devenant ainsi le seul européen double finaliste de la compétition). Il est nommé Officier de l'Empire britannique par la Reine après la victoire en coupe du monde.
Puis en 1993, il est choisi pour jouer avec les Lions lors de la tournée en Nouvelle-Zélande. Avec ceux-ci, il participe à deux autres tournées en 1997 en Afrique du Sud puis en 2001 en Australie. 
Il participe à deux autres Coupes du monde, en 1995 puis en 1999. En 2001, il commence sa quête de record en privant le Néo-Zélandais Sean Fitzpatrick de son record de sélections pour un avant. Puis il obtient sa 100e sélection dans le Tournoi 2003 contre la France. C'est de nouveau contre la France, lors de la demi-finale victorieuse de la coupe du monde 2003 qu'il bat le record de sélections du Français Philippe Sella, en remplaçant un Phil Vickery ensanglanté. Il connaît une nouvelle sélection lors du Tournoi 2004 contre l'Italie. Ce record a été amélioré depuis par le capitaine australien George Gregan lors du Tri-nations 2005 puis par Richie McCaw lors de la Coupe du monde 2015.
Leonard est élu président de la Fédération anglaise de rugby à XV en juin 2015.

## Palmarès

### En club
- Double vainqueur du Challenge européen en 2001 et 2004 avec les Harlequins
- Finaliste de la Coupe d'Angleterre en 2001

### En équipe nationale
Jason Leonard a participé à quatre Coupes du monde, avec des titres de champion du monde 2003, vice-champion du monde 1991, une  place de quatrième en 1995 et une place de quart de finaliste en 1999. Il a également remporté sept Tournois en 1991,1992, 1995, 1996, 2000, 2001 et 2003 ; dont quatre Grand Chelem en 1991, 1992, 1995 et 2003.

#### Coupe du monde
| Édition             | Rang            | Résultats Angleterre | Résultats J. Leonard | Matchs J. Leonard |
| ------------------- | --------------- | -------------------- | -------------------- | ----------------- |
| Angleterre 1991     | Finaliste       | 4 v, 0 n, 2 d        | 4 v, 0 n, 2 d        | 6/6               |
| Afrique du Sud 1995 | Quatrième       | 4 v, 0 n, 2 d        | 3 v, 0 n, 2 d        | 5/6               |
| Pays de Galles 1999 | Quart de finale | 3 v, 0 n, 2 d        | 2 v, 0 n, 2 d        | 4/5               |
| Australie 2003      | Vainqueur       | 7 v, 0 n, 0 d        | 7 v, 0 n, 0 d        | 7/7               |

Légende : v = victoire ; n = match nul ; d = défaite.

#### Tournoi
| Édition           | Rang | Résultats Angleterre | Résultats J. Leonard | Matchs J. Leonard |
| ----------------- | ---- | -------------------- | -------------------- | ----------------- |
| Cinq Nations 1991 | 1    | 4 v, 0 n, 0 d        | 4 v, 0 n, 0 d        | 4/4               |
| Cinq Nations 1992 | 1    | 4 v, 0 n, 0 d        | 4 v, 0 n, 0 d        | 4/4               |
| Cinq Nations 1993 | 3    | 2 v, 0 n, 2 d        | 2 v, 0 n, 2 d        | 4/4               |
| Cinq Nations 1994 | 2    | 3 v, 0 n, 1 d        | 3 v, 0 n, 1 d        | 4/4               |
| Cinq Nations 1995 | 1    | 4 v, 0 n, 0 d        | 4 v, 0 n, 0 d        | 4/4               |
| Cinq Nations 1996 | 1    | 3 v, 0 n, 1 d        | 3 v, 0 n, 1 d        | 4/4               |
| Cinq Nations 1997 | 2    | 3 v, 0 n, 1 d        | 3 v, 0 n, 1 d        | 4/4               |
| Cinq Nations 1998 | 2    | 3 v, 0 n, 1 d        | 3 v, 0 n, 1 d        | 4/4               |
| Cinq Nations 1999 | 2    | 3 v, 0 n, 1 d        | 3 v, 0 n, 1 d        | 4/4               |
| Six Nations 2000  | 1    | 4 v, 0 n, 1 d        | 4 v, 0 n, 1 d        | 5/5               |
| Six Nations 2001  | 1    | 4 v, 0 n, 1 d        | 4 v, 0 n, 1 d        | 5/5               |
| Six Nations 2002  | 2    | 4 v, 0 n, 1 d        | 3 v, 0 n, 1 d        | 4/5               |
| Six Nations 2003  | 1    | 5 v, 0 n, 0 d        | 3 v, 0 n, 0 d        | 3/5               |
| Six Nations 2004  | 3    | 3 v, 0 n, 2 d        | 1 v, 0 n, 0 d        | 1/5               |

Légende : v = victoire ; n = match nul ; d = défaite ; la ligne est en gras quand il y a Grand Chelem.

### Distinctions personnelles
- 7e joueur le plus capé avec  114 sélections en équipe d'Angleterre[2]

## Statistiques

### En équipe nationale
- 114 sélections avec l'équipe d'Angleterre
- Sélections par année : 3 en 1990, 12 en 1991, 6 en 1992, 5 en 1993, 8 en 1994, 11 en 1995, 6 en 1996, 8 en 1997, 8 en 1998, 10 en 1999, 10 en 2000, 6 en 2001, 6 en 2002, 14 en 2003, 1 en 2004
- 14 Tournois des Cinq et Six Nations disputés : Tournoi des Cinq Nations 1991, 1992, 1993, 1994, 1995, 1996, 1997, 1998, 1999, Tournoi des Six Nations 2000, 2001, 2002, 2003, 2004.
- Coupes du monde disputées :  1991, 1995, 1999, 2003

### Avec les Lions britanniques
- 5 sélections avec les Lions britanniques